# Massospondylus
Massospondylus (del griego: "vértebra elongada") es un género extinto representado por dos especies conocidas  de dinosaurios prosaurópodos masospondílidos que vivieron a principios del período Jurásico, entre 200 a 183 millones de años, desde el Hettangiense al Pliensbachiense en África. Descrita por Sir Richard Owen en 1854 a partir de restos descubiertos en Sudáfrica, siendo uno de los primeros dinosaurios en ser nombrado. Fósiles de este han sido encontrados en distintos lugares de Sudáfrica, Lesoto y Zimbabue. Material adicional encontrado en la Formación Kayenta de Arizona, la India y Argentina han sido antiguamente asignados a este género, pero hoy se los considera distintos a Massospondylus.

## Descripción
Massospondylus fue un típico prosaurópodo de cuello medianamente alargado y patas delgadas. Por un tiempo se creyó que Massospondylus era omnívoro pero ha habido nuevos descubrimientos que demuestran que era herbívoro. Este dato lo acerca más a sus descendientes. Para mejorar su digestión tragaba piedras, probado por la presencia de gastrolitos en su estómago, tal como lo hacían muchos sauropodomorfos. En cada una de sus patas delanteras poseía una garra aguda en el pulgar que fue utilizada en defensa o para recoger el alimento. Estudios recientes indican que Massospondylus crecía constantemente a través de su vida útil, que poseía sacos de aire similares a los de las aves, y que pudo haber cuidado de sus crías.

Comparación de tamaños entre Massospondylus y un humano.

Este dinosaurio alcanzaba alrededor de los 4 m, y peso aproximadamente 135 kg, aunque algunas estimaciones sugieren unos 6 m de largo.  Aunque siempre se ha asumido que habría sido cuadrúpedo, un estudio anatómico de sus miembros delanteros 2007 ha cuestionado esto, sosteniendo que su rango de movimientos imposibilitaba un habitual paso cuadrúpedo eficaz. El estudio también eliminó la posibilidad de "caminar sobre los nudillos" y otras formas de locomoción que evitarían la aplicación de la capacidad limitada de Massospondylus de la pronación de sus manos. Aunque su masa sugiera una naturaleza cuadrúpeda, realmente se trataría de un bípedo facultativo.

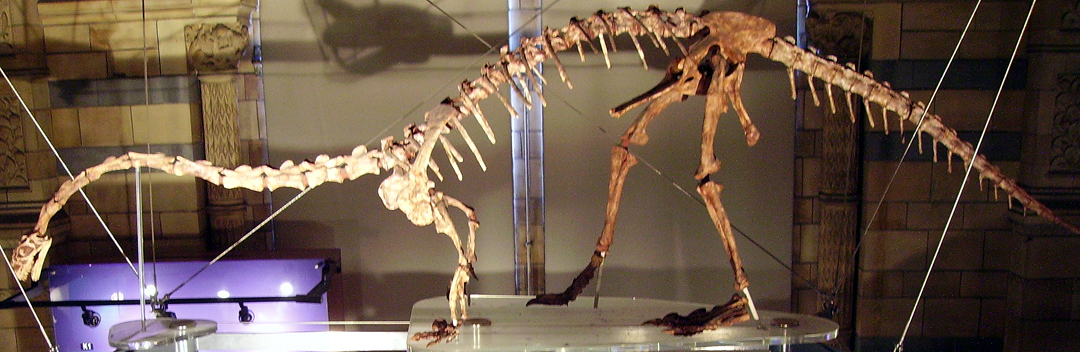
Massospondylus montado en el Museo de Historia Natural de Londres, mostrando una posición previa al estudio de 2007.

Massospondylus es un prosaurópodo típico en muchos otros aspectos. Poseía un cuerpo delgado con un cuello largo, con alrededor de nueve vértebras cervicales, trece dorsales, tres sacras y al menos 40 caudales. El pubis se prolongaba hacia adelante, como en la mayoría de los saurisquios. Tenía una estructura más ligera que la de Plateosaurus, que es visto como el típico prosaurópodo. Un reciente descubrimiento muestra que Massospondylus poseía un bien desarrollada clavícula, unida a una fúrcula, sugiriendo que ambos que sostenían inmóviles a la escápula y que las clavículas no eran rudimentarias y no funcionales en esos dinosaurios que no tenían espoletas verdaderas. Este descubrimiento también indica que la espoleta de las aves deriva de las clavículas.
Como Plateosaurus, poseía cinco dedos en cada pie, con un largo pulgar para defenderse de los depredadores. Los cuartos y quintos dígitos de los patas delanteras eran minúsculos, dando a los brazos una posición ladeada. El estudio de 2007 indica que Massospondylus llevaba sus manos en una orientación de semi-supinación, con las superficies palmares haciendo frente a unas con otras; la muñeca nunca fueron encontrada girada en los especímenes fósiles articulados.

### Anatomía craneal
La pequeña cabeza de Massospondylus medía aproximadamente la mitad del largo del fémur. Numerosas aberturas, o fenestras, en el cráneo reducían el peso, suministrando espacio para la inserción de los músculos y los órganos de los sentidos. Estas aberturas se presentaban de a pares, una a cada lado del cráneo. En el frente del cráneo había dos grandes y elípticas  narinas. Las órbitas oculares eran proporcionalmente grandes en Massospondylus comparadas con otros géneros como Plateosaurus. La fenestra antorbital, era más pequeña que en Plateosaurus, estaba situada entre los ojos y la nariz. En la parte posterior del cráneo había dos pares más de fenestra temporal fenestra, la fenestra infratemporal e inmediatamente detrás de los cuencas de los ojo y de la fenestra supratemporal encima del cráneo. Una fenestra pequeña penetraba cada mandíbula.

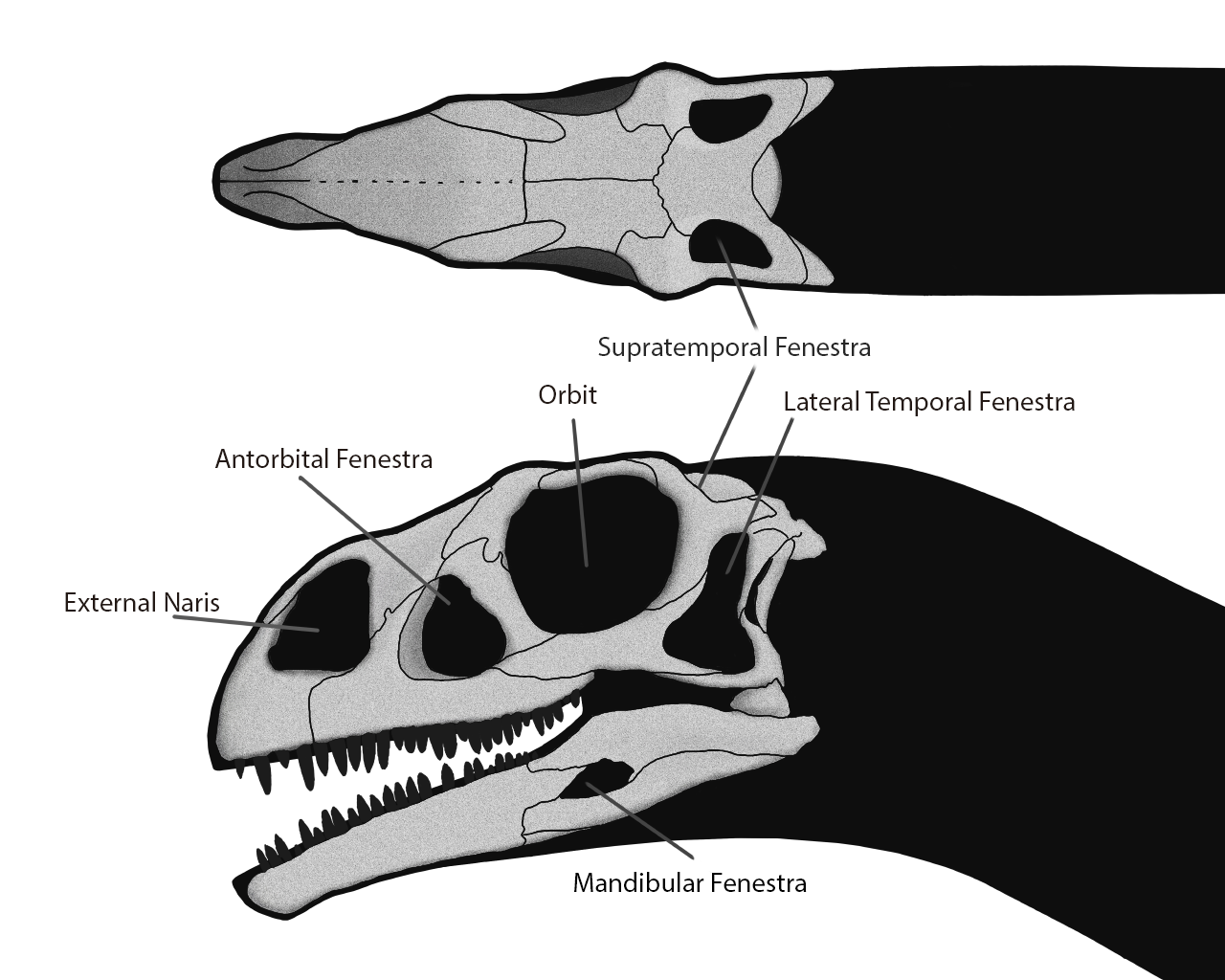
Diagrama del cráneo de Massospondylus, mostrando varias de las aberturas craneales.

La forma del cráneo se restaura tradicionalmente como más ancho y más corto que el de Plateosaurus, pero este aspecto puede ser debido al aplastamiento experimentado por varios de los especímenes. Algunas características del cráneo son variables entre los individuos, por ejemplo, el grosor del borde superior de la órbita y de la altura trasera del maxilar. Estas diferencias pueden ser debido al dimorfismo sexual o la variación individual.
Como en otros prosaurópodos, se ha propuesto que Massospondylus tuviese mejillas. Esta teoría fue propuesta porque hay algunos agujeros grandes para vasos sanguíneos en las superficies de los huesos de la quijada, a diferencia de los numerosos pequeños agujeros presentes en las quijadas de reptiles sin mejillas. Las mejillas habrían evitado que el alimento se les cayera de la boca cuando Massospondylus comía. Crompton y Attridge en 1986 describieron el cráneo de Massospondylus como poseedor de una maloclusión y sugiriendo la presencia de un pico córneo de queratina en la extremidad de la mandíbula inferior para suplir la diferencia en longitud y para explicar desgaste los dientes en la extremidad del hocico. Sin embargo, posteriormente se ha demostrado que fue una interpretación basada un cráneo con la parte inferior aplastada dorsalmente. Los cráneos no aplastados en esta orientación no demuestran un maloclusión.
 También parece haber una cierta variación de la morfología de los dientes basados en la posición de estos en la quijada. La heterodoncia presente en Massospondylus es mayor que en Plateosaurus, aunque no es tan pronunciada como la especialización de los dientes en Heterodontosaurus. Los dientes más cercanos al frente del hocico tenían secciones redondeadas y eran afilados en los extremos, mientras que los dientes traseros eran espatulados y tenían secciones ovales.

## Descubrimiento e investigación

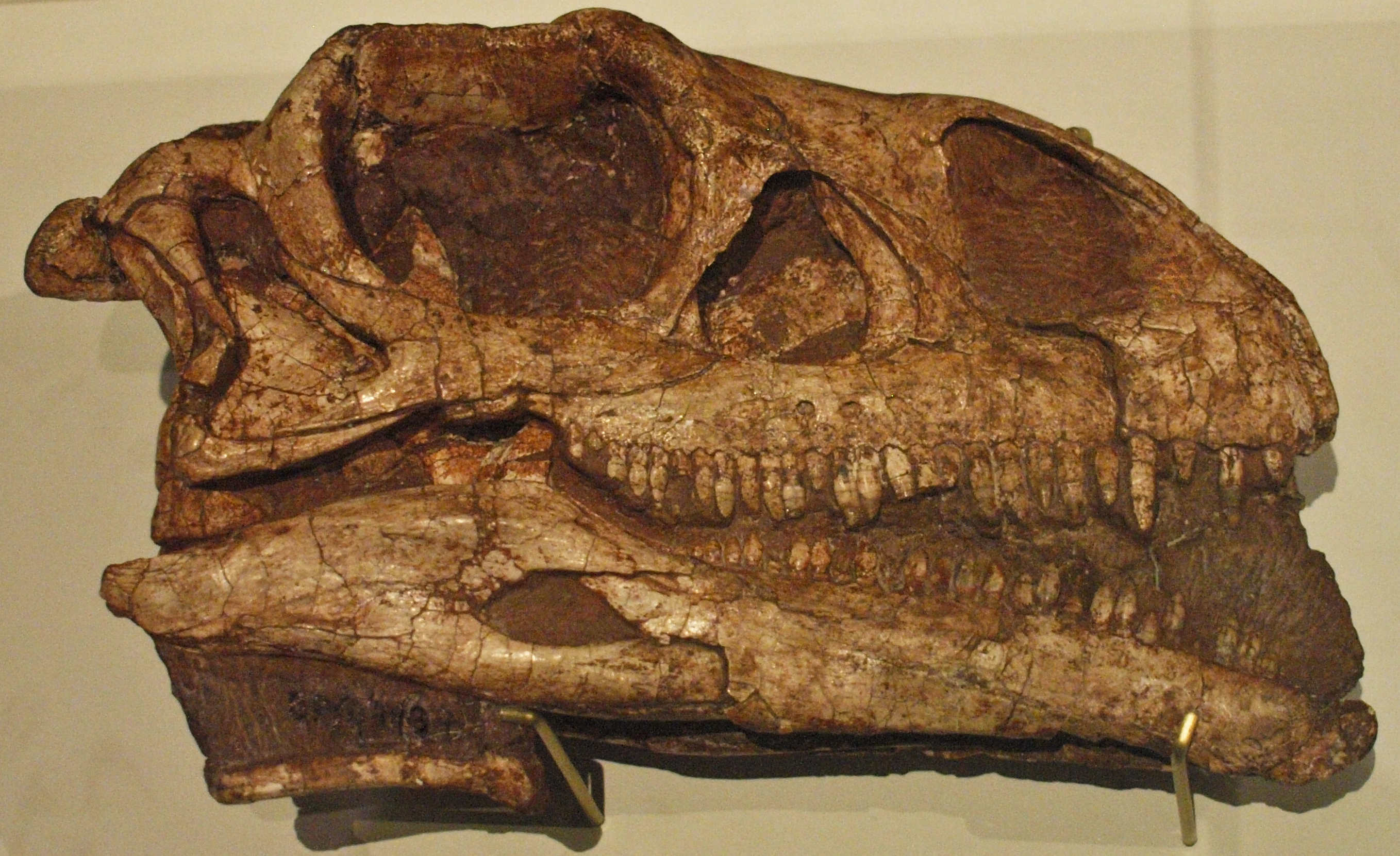
Cráneo de la muestra neotipo (BP / 1/4934) de M. carinatus.

Los primeros fósiles de Massospondylus fueron descritos por el paleontólogo Sir Richard Owen en 1854, que le dio el nombre derivado de los términos del griego μάσσων, masson, "largo" y σπόνδυλος,  spondylos, "vértebra". Estos fósiles fueron encontrados en 1853 por J. M. Orpen en la Formación Elliot Superior en Harrismith, África del Sur. Estos restos constaban de las vértebras del cuello, del lomo, y cola, escápula, un húmero, una pelvis parcial, un fémur, una tibia y huesos de las manos y de los pies. El material holotipo original era parte de la colección de la Universidad Real de Cirujanos en Londres que fue destruida durante la Segunda Guerra Mundial, por lo que solamente los moldes se conservan. Posibles restos de  Massospondylus han sido encontrados en la Formación Elliot Superior, Formación Clarens y Arenisca Bushveld de Sudáfrica y Lesoto, la Arenisca Forest y Arenisca Karroo Superior de Zimbabue y la Formación Kayenta de Arizona. Estos restos consisten en por lo menos 80 esqueletos parciales y cuatro cráneos, representando jóvenes y a adultos.
Los reportes de Massospondylus de la Formación Kayenta en Arizona está basado en un cráneo encontrado en 1985. El cráneo encontrado en Kayenta es un 25 % más largo que el espécimen más grande de África. El espécimen de Kayenta posee cuatro dientes en el premaxilar y dieciséis en el maxilar. Tenía un rasgo único entre los dinosaurios, tenía minúsculos dientes palatales de un milímetro de largo. Recientes reestudios de los especímenes africanos de cráneos de Massospondylus, sin embargo, indican que el espécimen de Kayenta no pertenece a  Massospondylus.
Massospondylus también ha sido reportado de Argentina, pero recientemente ha sido reasignado a un género estrechamente vinculado. Los fósiles incluyeron varios esqueletos parciales y por lo menos un cráneo, encontrados en  Formación Cañón del Colorado de la Provincia de San Juan, Argentina datada en el Jurásico Inferior. Este materia ha sido llamado Adeopapposaurus en 2009 por Ricardo N. Martínez.

### Especies
Se han nombrado muchas especies, aunque la mayoría no se consideran válidas. Massospondylus carinatus, nombrado por Richard Owen, es la especie tipo. Otras especies nombradas son Massospondylus browni, Massospondylus harriesi, Massospondylus hislopi, Massospondylus huenei, Massospondylus rawesi, y Massospondylus schwarzi.

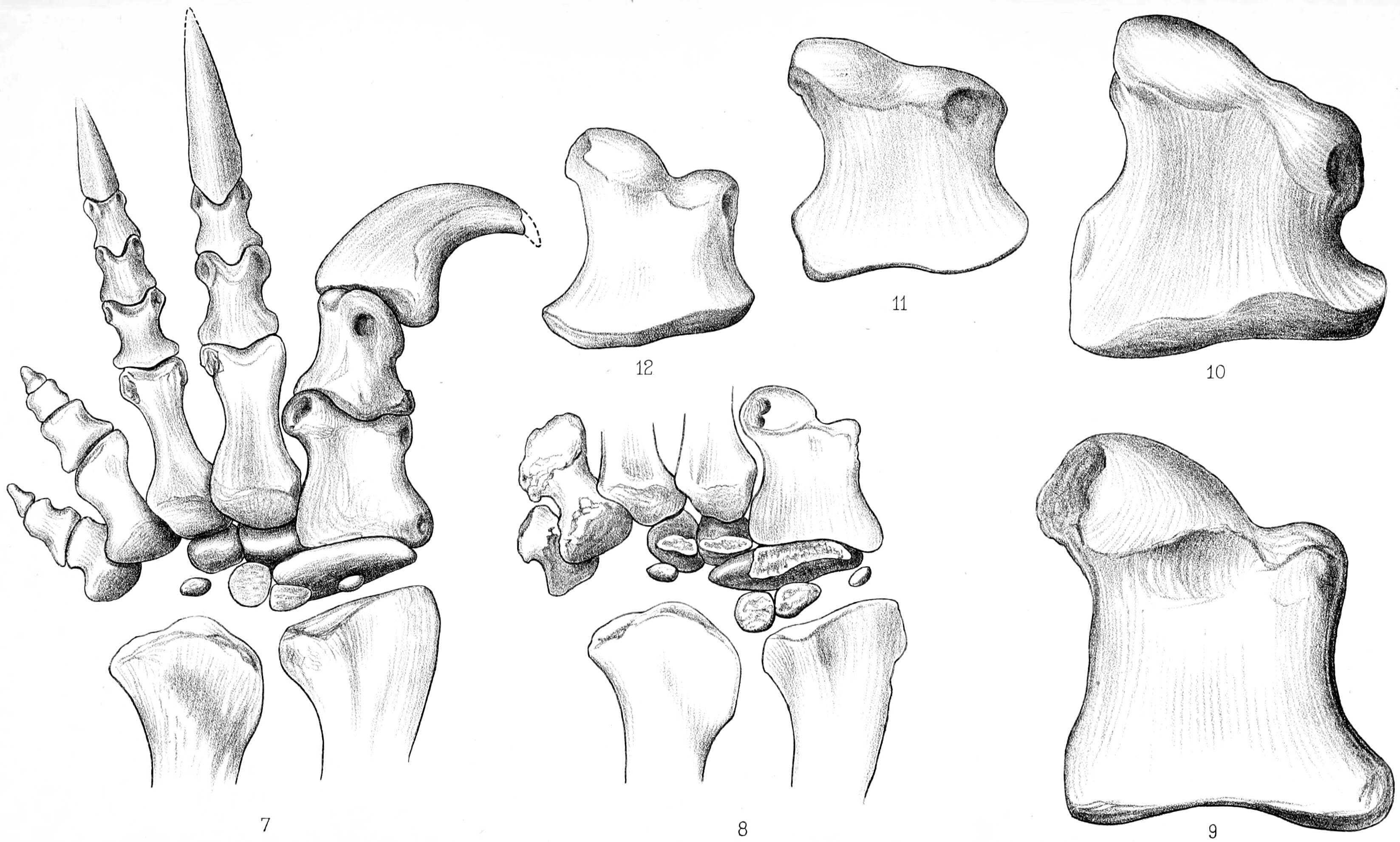
Fósiles identificados por Broom en 1911 como Gryponyx, M. carinatus, M. harriesi y Aetonyx, todos ahora considerados M. carinatus.

M. browni, M. harriesi y M. schwarzi fueron todas encontradas en la Formación Elliot Superior Provincia del Cabo, Sudáfrica. Los tres se basan en material fragmentario, y fueron considerados como dudosos en los más recientes trabajos y suelen ser vistos como sinónimos de M. carinatus. M. browni se basa en dos vértebras del cuello, dos de la espalda y tres caudales y elementos varios de las patas. M. harriesi por un miembro delantero. M. schwarzi es conocido por un miembro trasero parcial y el sacro.
M. hislopi y M. rawesi fueron nombrados por fósiles encontrados de la India. M. hislopi se basa en vértebras del Triásico Superior de la Formación Maleri de Andhra Pradesh, mientras que M. rawesi está basado en un diente del Cretácico Superior de la Formación Takli de Maharashtra. M. hislopi fue tentativamente considerado como un sauropodomorfo basal en las últimas revisiones, pero M. rawesi es considerado un terópodo o un no-dinosaurio.
M. huenei es una combinación creada por Cooper para Lufengosaurus huenei, cuando consideró a Lufengosaurus y Massospondylus como sinónimos. Esta sinonimia no fue mantenida por mucho tiempo.
Massospondylus kaalae se describió en 2009 sobre la base de un cráneo parcial de la Formación Elliot Superior en el Cabo Oriental de Sudáfrica. Esta especie se conoce viviendo al mismo tiempo y región que algunos especímenes de M. carinatus. Se diferencia de la especie tipo en la morfología de la base del cráneo, así como en varios otros caracteres del cráneo, como las proporciones de los premaxilares.

### Nombre dudosos
A varios dinosaurios a menudo se los consideran sinónimos de Massospondylus. Estos incluyen a Aristosaurus, Dromicosaurus, Gryponyx, Hortalotarsus, Leptospondylus y Pachyspondylus, los cuales son nombres dudosos de poco valor científico. Hortalotarsus skirtopodus fue nombrado por Harry Seeley en 1894. Los fósiles consisten en los huesos parciales de la pierna. El año siguiente, Richard Owen nombró a algunas vértebras fósiles Leptospondylus capensis y Pachyspondylus orpenii. Estos fósiles fragmentarios fueron destruidos en la Segunda Guerra Mundial. Aristosaurus erectus fue nombrado por E.C.N. van Hoepen en 1920 basándose con un esqueleto casi completo. Hoepen también nombró a Dromicosaurus gracilis, el cual consistió en un esqueleto parcial. Gryponyx taylori fue nombrado por Sidney H. Haughton en  1924, consistiendo en huesos de la cadera. Todos los fósiles antedichos vienen de las etapas faunísticas del Hettangiense o del Sinemuriense de Sudáfrica, en donde Massospondylus ha sido encontrado. Bajo reglas de la nomenclatura zoológica, estos nombres son sinónimos menores. Todos fueron nombrados después de que Massospondylus fuese descrito en un trabajo científico, por lo que el nombre Massospondylus tiene la prioridad.
Ignavusaurus, conocido por un espécimen joven, fue considerado por Yates et al. 2011 para ser un sinónimo probable de Massospondylus, Análisis cladísticos de Chapelle y Choiniere de 2018 y Chapelle et al. en 2019 acuerdan con Yates et al. del 2011, al demostrar la naturaleza massospondílida de Ignavusaurus, pero la recuperó como un taxón distinto de Massospondylus.

## Clasificación
Massospondylus es un Prosauropoda, un agrupamiento de dinosaurios saurisquios primitivos que vivieron durante finales del Triásico a mediados del Jurásico, pero que había desaparecido para el final de este último período. Otros miembros del grupo incluyen a Plateosaurus, Yunnanosaurus, y Riojasaurus. La sistemática de los sauropodomórfos continúa experimentando revisiones, y muchos géneros que alguna vez se consideraron prosaurópodos clásicos se han removido recientemente del grupo en la nomenclatura filogenética, considerando que su inclusión no constituiría un clado, el grupo natural que contiene a todos los descendientes de un solo antepasado común. Exactamente que grupo constituye la monofilia de los prosaurópodos no está claro. Yates y Kitching en 2003 propusieron un clado consistente de Riojasaurus, Plateosaurus, Coloradisaurus, Massospondylus, y Lufengosaurus. Galton y Upchurch en 2004 incluyeron a Ammosaurus, Anchisaurus, Azendohsaurus, Camelotia, Coloradisaurus, Euskelosaurus, Jingshanosaurus, Lessemsaurus, Lufengosaurus, Massospondylus, Melanorosaurus, Mussaurus, Plateosaurus, Riojasaurus, Ruehleia, Saturnalia, Sellosaurus, Thecodontosaurus, Yimenosaurus y  Yunnanosaurus en un Prosauropoda monofilético. Wilson en 2005 consideró a Massospondylus, Jingshanosaurus, Plateosaurus, y Lufengosaurus como un grupo natural, con Blikanasaurus y Antetonitrus como posibles saurópodos. Bonnan y  Yates en 2007 consideran a Camelotia, Blikanasaurus y Melanorosaurus posibles saurópodos. Yates en 2007 ubicó a Antetonitrus, Melanorosaurus, y Blikanasaurus como saurópodos basales y declinó el uso del término Prosauropoda, al que considera sinónimo de Plateosauridae. Sin embargo, él no eliminó la posibilidad de que un pequeño grupo de prosaurópodos que consistiría en Plateosaurus , Riojasaurus , Massospondylus y sus parientes más cercanos fuera monofilético.

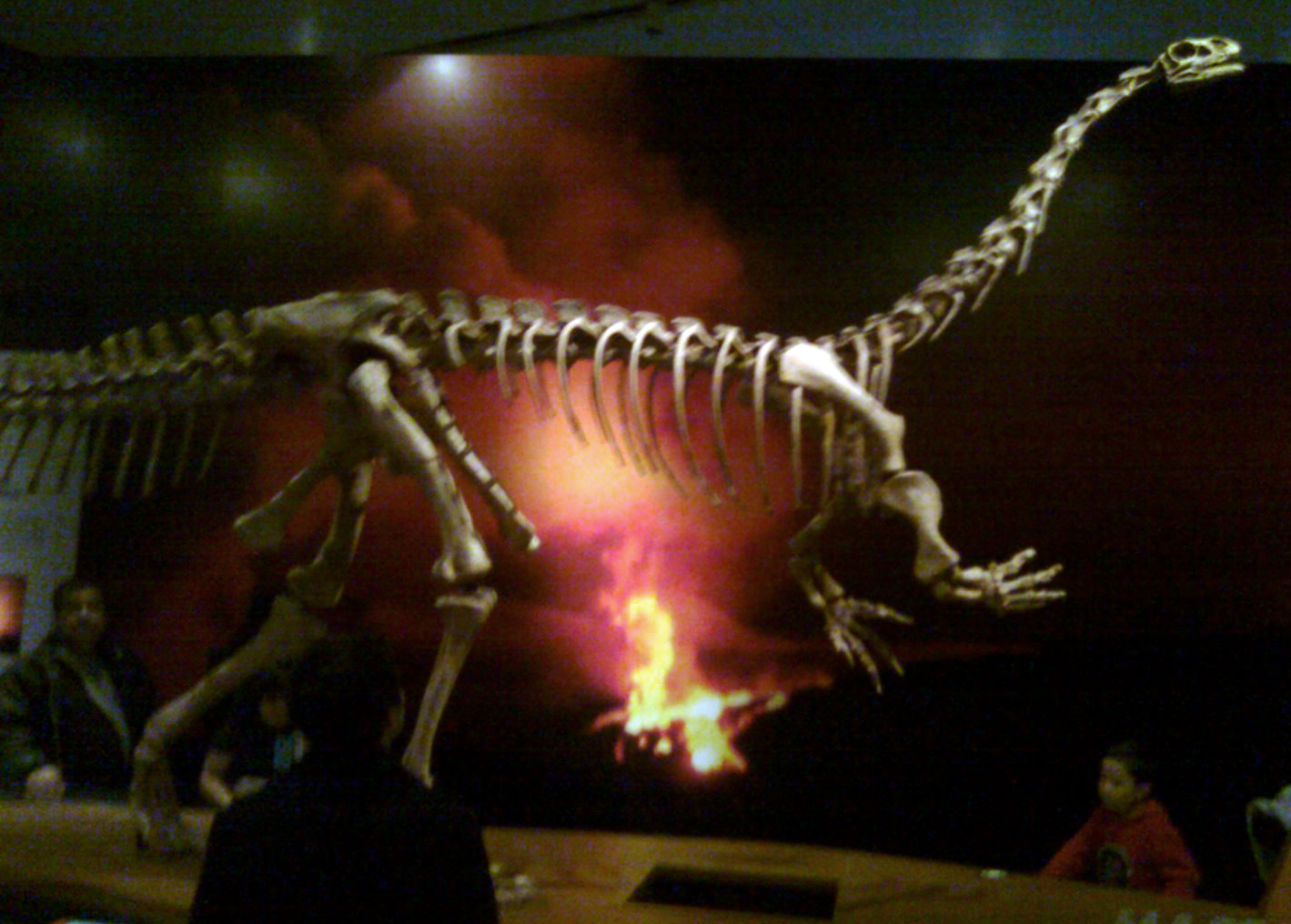
Reconstrucción, Museo Real de Ontario.

Massospondylus es el género tipo para la propuesta familia Massospondylidae, a la que le da el nombre. La familia Massospondylidae también incluiría a Yunnanosaurus, aunque Lu et al. en 2007 ubican a Yunnanosaurus en su propia familia. Yates en 2007 considera a Massospondylus, Coloradisaurus y Lufengosaurus masospondílidos, con Yunnanosaurus en Anchisauria. Smith y Pol en 2007 también incluyeron a Massospondylidae en su análisis filogenético, incluyendo Massospondylus, Coloradisaurus y Lufengosaurus, así como su nuevo género, Glacialisaurus. Adeopapposaurus, basado en fósiles alguna una vez considerados como pertenecientes a una forma suramericana de Massospondylus, fue también clasificado como un masospondílido. Al igual que Leyesaurus , otro género sudamericano que fue nombrado en 2011. Pradhania fue originalmente considerado como un sauropodomorfo más basal, pero el nuevo análisis cladístico realizado por Novas et al. que se muestra a continuación , 2011 sugiere que Pradhania es un massoespondílido . Pradhania presenta dos rasgos compartidos de Massospondylidae recuperados en su análisis filogenético, y los fósiles de Pradhania fueron descubiertos en la misma región y cuenca en India que M. hislopi.

### Filogenia
El siguiente cladograma muestra la posición de Massospondylus dentro de Massospondylidae, según Fernando E. Novas y colegas, 2011.
|  | Eucnemesaurus |
|  |               |
|  | Riojasaurus   |
|  |               |

|  | Coloradisaurus                                                   |
|  |                                                                  |
|  | \| \| Lufengosaurus \| \| \| \| \| \| Glacialisaurus \| \| \| \| |
|  |                                                                  |
|  | Lufengosaurus                                                    |
|  |                                                                  |
|  | Glacialisaurus                                                   |
|  |                                                                  |

|  | Lufengosaurus  |
|  |                |
|  | Glacialisaurus |
|  |                |

|  | Coloradisaurus                                                   |
|  |                                                                  |
|  | \| \| Lufengosaurus \| \| \| \| \| \| Glacialisaurus \| \| \| \| |
|  |                                                                  |
|  | Lufengosaurus                                                    |
|  |                                                                  |
|  | Glacialisaurus                                                   |
|  |                                                                  |

|  | Lufengosaurus  |
|  |                |
|  | Glacialisaurus |
|  |                |

|  | Yunnanosaurus                                                |
|  |                                                              |
|  | Jingshanosaurus                                              |
|  |                                                              |
|  | Anchisaurus                                                  |
|  |                                                              |
|  | \| \| Melanorosaurus \| \| \| \| \| \| Sauropoda \| \| \| \| |
|  |                                                              |
|  | Melanorosaurus                                               |
|  |                                                              |
|  | Sauropoda                                                    |
|  |                                                              |

|  | Melanorosaurus |
|  |                |
|  | Sauropoda      |
|  |                |

|  | Coloradisaurus                                                   |
|  |                                                                  |
|  | \| \| Lufengosaurus \| \| \| \| \| \| Glacialisaurus \| \| \| \| |
|  |                                                                  |
|  | Lufengosaurus                                                    |
|  |                                                                  |
|  | Glacialisaurus                                                   |
|  |                                                                  |

|  | Lufengosaurus  |
|  |                |
|  | Glacialisaurus |
|  |                |

|  | Coloradisaurus                                                   |
|  |                                                                  |
|  | \| \| Lufengosaurus \| \| \| \| \| \| Glacialisaurus \| \| \| \| |
|  |                                                                  |
|  | Lufengosaurus                                                    |
|  |                                                                  |
|  | Glacialisaurus                                                   |
|  |                                                                  |

|  | Lufengosaurus  |
|  |                |
|  | Glacialisaurus |
|  |                |

|  | Yunnanosaurus                                                |
|  |                                                              |
|  | Jingshanosaurus                                              |
|  |                                                              |
|  | Anchisaurus                                                  |
|  |                                                              |
|  | \| \| Melanorosaurus \| \| \| \| \| \| Sauropoda \| \| \| \| |
|  |                                                              |
|  | Melanorosaurus                                               |
|  |                                                              |
|  | Sauropoda                                                    |
|  |                                                              |

|  | Melanorosaurus |
|  |                |
|  | Sauropoda      |
|  |                |

|  | Eucnemesaurus |
|  |               |
|  | Riojasaurus   |
|  |               |

|  | Coloradisaurus                                                   |
|  |                                                                  |
|  | \| \| Lufengosaurus \| \| \| \| \| \| Glacialisaurus \| \| \| \| |
|  |                                                                  |
|  | Lufengosaurus                                                    |
|  |                                                                  |
|  | Glacialisaurus                                                   |
|  |                                                                  |

|  | Lufengosaurus  |
|  |                |
|  | Glacialisaurus |
|  |                |

|  | Coloradisaurus                                                   |
|  |                                                                  |
|  | \| \| Lufengosaurus \| \| \| \| \| \| Glacialisaurus \| \| \| \| |
|  |                                                                  |
|  | Lufengosaurus                                                    |
|  |                                                                  |
|  | Glacialisaurus                                                   |
|  |                                                                  |

|  | Lufengosaurus  |
|  |                |
|  | Glacialisaurus |
|  |                |

|  | Yunnanosaurus                                                |
|  |                                                              |
|  | Jingshanosaurus                                              |
|  |                                                              |
|  | Anchisaurus                                                  |
|  |                                                              |
|  | \| \| Melanorosaurus \| \| \| \| \| \| Sauropoda \| \| \| \| |
|  |                                                              |
|  | Melanorosaurus                                               |
|  |                                                              |
|  | Sauropoda                                                    |
|  |                                                              |

|  | Melanorosaurus |
|  |                |
|  | Sauropoda      |
|  |                |

|  | Coloradisaurus                                                   |
|  |                                                                  |
|  | \| \| Lufengosaurus \| \| \| \| \| \| Glacialisaurus \| \| \| \| |
|  |                                                                  |
|  | Lufengosaurus                                                    |
|  |                                                                  |
|  | Glacialisaurus                                                   |
|  |                                                                  |

|  | Lufengosaurus  |
|  |                |
|  | Glacialisaurus |
|  |                |

|  | Coloradisaurus                                                   |
|  |                                                                  |
|  | \| \| Lufengosaurus \| \| \| \| \| \| Glacialisaurus \| \| \| \| |
|  |                                                                  |
|  | Lufengosaurus                                                    |
|  |                                                                  |
|  | Glacialisaurus                                                   |
|  |                                                                  |

|  | Lufengosaurus  |
|  |                |
|  | Glacialisaurus |
|  |                |

|  | Yunnanosaurus                                                |
|  |                                                              |
|  | Jingshanosaurus                                              |
|  |                                                              |
|  | Anchisaurus                                                  |
|  |                                                              |
|  | \| \| Melanorosaurus \| \| \| \| \| \| Sauropoda \| \| \| \| |
|  |                                                              |
|  | Melanorosaurus                                               |
|  |                                                              |
|  | Sauropoda                                                    |
|  |                                                              |

|  | Melanorosaurus |
|  |                |
|  | Sauropoda      |
|  |                |

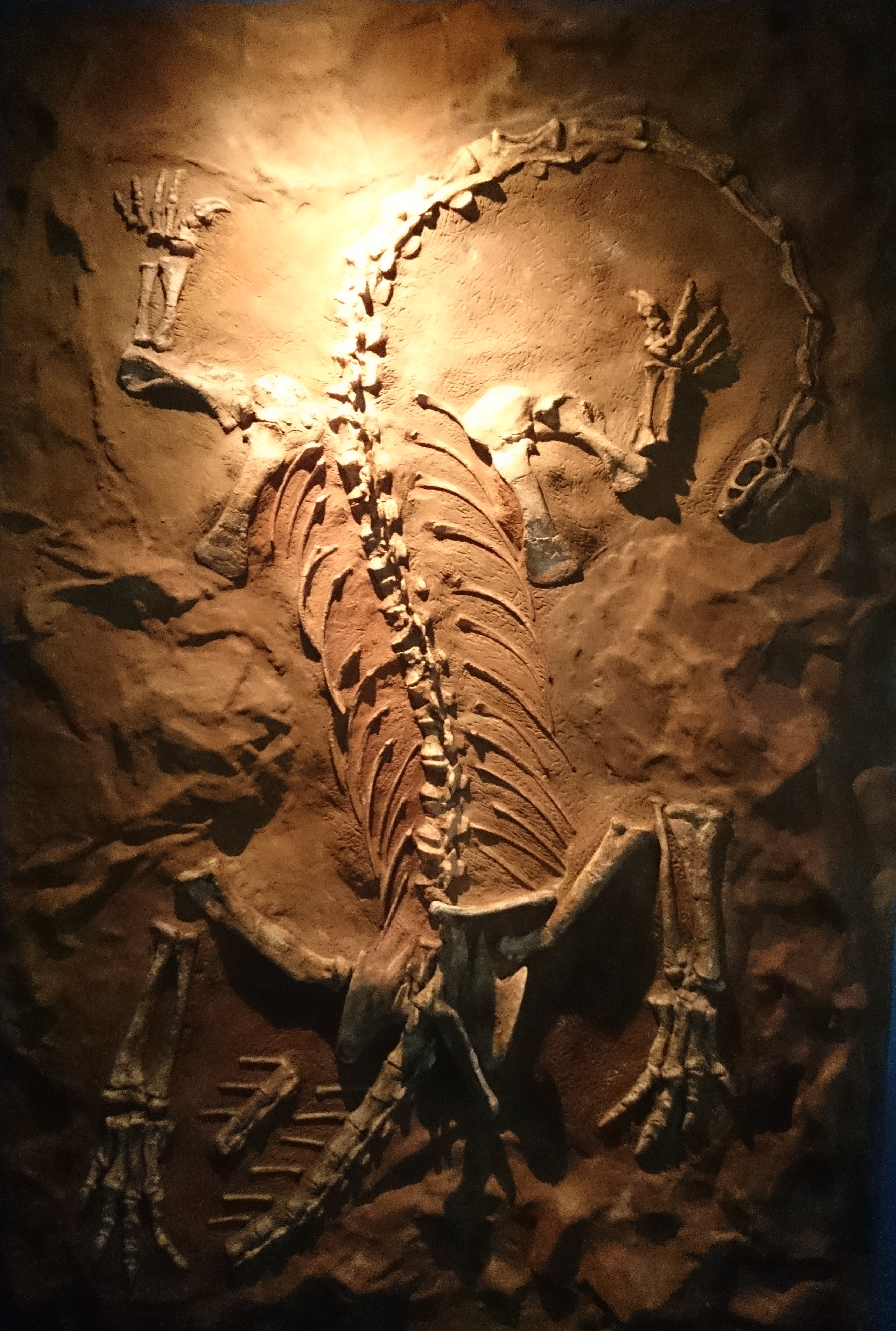
Esqueleto reconstruido en el Museo Iziko

Filogenia de sauropodomorpha basal simplificada, según Yates, 2007. Aquí, Massospondylus es mostrado cercano a Lufengosaurus y Coloradisaurus. Esta es uno solo de los posibles cladogramas de los sauropodomorfos basales.

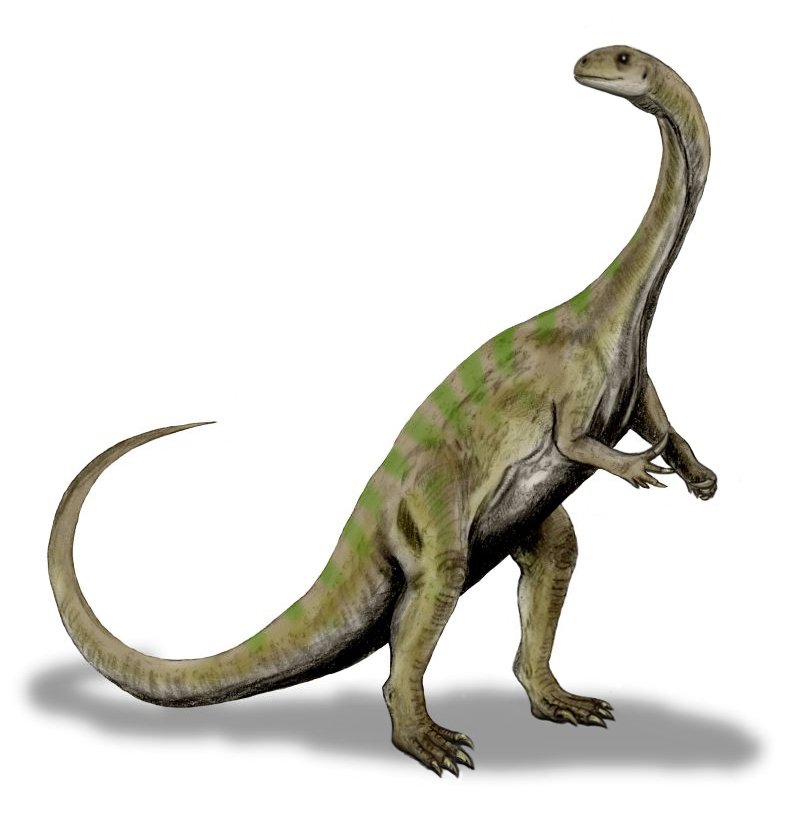
Recreación de Massospondylus

|  | Unaysaurus   |
|  |              |
|  | Plateosaurus |
|  |              |

|  | Riojasaurus   |
|  |               |
|  | Eucnemesaurus |
|  |               |

|              | Massospondylus                                                   |
|              |                                                                  |
| (sin nombre) | \| \| Coloradisaurus \| \| \| \| \| \| Lufengosaurus \| \| \| \| |
|              | \| \| Coloradisaurus \| \| \| \| \| \| Lufengosaurus \| \| \| \| |
|              | Coloradisaurus                                                   |
|              |                                                                  |
|              | Lufengosaurus                                                    |
|              |                                                                  |

|  | Coloradisaurus |
|  |                |
|  | Lufengosaurus  |
|  |                |

|  | Jingshanosaurus |
|  |                 |
|  | Anchisauria     |
|  |                 |

|              | Massospondylus                                                   |
|              |                                                                  |
| (sin nombre) | \| \| Coloradisaurus \| \| \| \| \| \| Lufengosaurus \| \| \| \| |
|              | \| \| Coloradisaurus \| \| \| \| \| \| Lufengosaurus \| \| \| \| |
|              | Coloradisaurus                                                   |
|              |                                                                  |
|              | Lufengosaurus                                                    |
|              |                                                                  |

|  | Coloradisaurus |
|  |                |
|  | Lufengosaurus  |
|  |                |

|  | Jingshanosaurus |
|  |                 |
|  | Anchisauria     |
|  |                 |

|  | Riojasaurus   |
|  |               |
|  | Eucnemesaurus |
|  |               |

|              | Massospondylus                                                   |
|              |                                                                  |
| (sin nombre) | \| \| Coloradisaurus \| \| \| \| \| \| Lufengosaurus \| \| \| \| |
|              | \| \| Coloradisaurus \| \| \| \| \| \| Lufengosaurus \| \| \| \| |
|              | Coloradisaurus                                                   |
|              |                                                                  |
|              | Lufengosaurus                                                    |
|              |                                                                  |

|  | Coloradisaurus |
|  |                |
|  | Lufengosaurus  |
|  |                |

|  | Jingshanosaurus |
|  |                 |
|  | Anchisauria     |
|  |                 |

|              | Massospondylus                                                   |
|              |                                                                  |
| (sin nombre) | \| \| Coloradisaurus \| \| \| \| \| \| Lufengosaurus \| \| \| \| |
|              | \| \| Coloradisaurus \| \| \| \| \| \| Lufengosaurus \| \| \| \| |
|              | Coloradisaurus                                                   |
|              |                                                                  |
|              | Lufengosaurus                                                    |
|              |                                                                  |

|  | Coloradisaurus |
|  |                |
|  | Lufengosaurus  |
|  |                |

|  | Jingshanosaurus |
|  |                 |
|  | Anchisauria     |
|  |                 |

|  | Unaysaurus   |
|  |              |
|  | Plateosaurus |
|  |              |

|  | Riojasaurus   |
|  |               |
|  | Eucnemesaurus |
|  |               |

|              | Massospondylus                                                   |
|              |                                                                  |
| (sin nombre) | \| \| Coloradisaurus \| \| \| \| \| \| Lufengosaurus \| \| \| \| |
|              | \| \| Coloradisaurus \| \| \| \| \| \| Lufengosaurus \| \| \| \| |
|              | Coloradisaurus                                                   |
|              |                                                                  |
|              | Lufengosaurus                                                    |
|              |                                                                  |

|  | Coloradisaurus |
|  |                |
|  | Lufengosaurus  |
|  |                |

|  | Jingshanosaurus |
|  |                 |
|  | Anchisauria     |
|  |                 |

|              | Massospondylus                                                   |
|              |                                                                  |
| (sin nombre) | \| \| Coloradisaurus \| \| \| \| \| \| Lufengosaurus \| \| \| \| |
|              | \| \| Coloradisaurus \| \| \| \| \| \| Lufengosaurus \| \| \| \| |
|              | Coloradisaurus                                                   |
|              |                                                                  |
|              | Lufengosaurus                                                    |
|              |                                                                  |

|  | Coloradisaurus |
|  |                |
|  | Lufengosaurus  |
|  |                |

|  | Jingshanosaurus |
|  |                 |
|  | Anchisauria     |
|  |                 |

|  | Riojasaurus   |
|  |               |
|  | Eucnemesaurus |
|  |               |

|              | Massospondylus                                                   |
|              |                                                                  |
| (sin nombre) | \| \| Coloradisaurus \| \| \| \| \| \| Lufengosaurus \| \| \| \| |
|              | \| \| Coloradisaurus \| \| \| \| \| \| Lufengosaurus \| \| \| \| |
|              | Coloradisaurus                                                   |
|              |                                                                  |
|              | Lufengosaurus                                                    |
|              |                                                                  |

|  | Coloradisaurus |
|  |                |
|  | Lufengosaurus  |
|  |                |

|  | Jingshanosaurus |
|  |                 |
|  | Anchisauria     |
|  |                 |

|              | Massospondylus                                                   |
|              |                                                                  |
| (sin nombre) | \| \| Coloradisaurus \| \| \| \| \| \| Lufengosaurus \| \| \| \| |
|              | \| \| Coloradisaurus \| \| \| \| \| \| Lufengosaurus \| \| \| \| |
|              | Coloradisaurus                                                   |
|              |                                                                  |
|              | Lufengosaurus                                                    |
|              |                                                                  |

|  | Coloradisaurus |
|  |                |
|  | Lufengosaurus  |
|  |                |

|  | Jingshanosaurus |
|  |                 |
|  | Anchisauria     |
|  |                 |

## Paleobiología
Como todo dinosaurio, mucho de la biología de Massospondylus, incluyendo su comportamiento, coloración, y fisiología, sigue siendo desconocidas. Sin embargo, los estudios recientes han permitido la especulación científica en temas tales como sus patrones de crecimiento, dieta, postura, reproducción, y respiración.
Un estudio de 2007 sugirió que Massospondylus puede haber utilizado sus brazos cortos para defenderse, o en combates intraespecíficos, o en la alimentación, aunque sus brazos fueran demasiado cortos alcanzar su boca. Los científicos especulan que Massospondylus habría podido utilizar su gran garra del pulgar en combate, pelar el material vegetal de árboles, excavar, aseo y para preparar nidos.

### Crecimiento

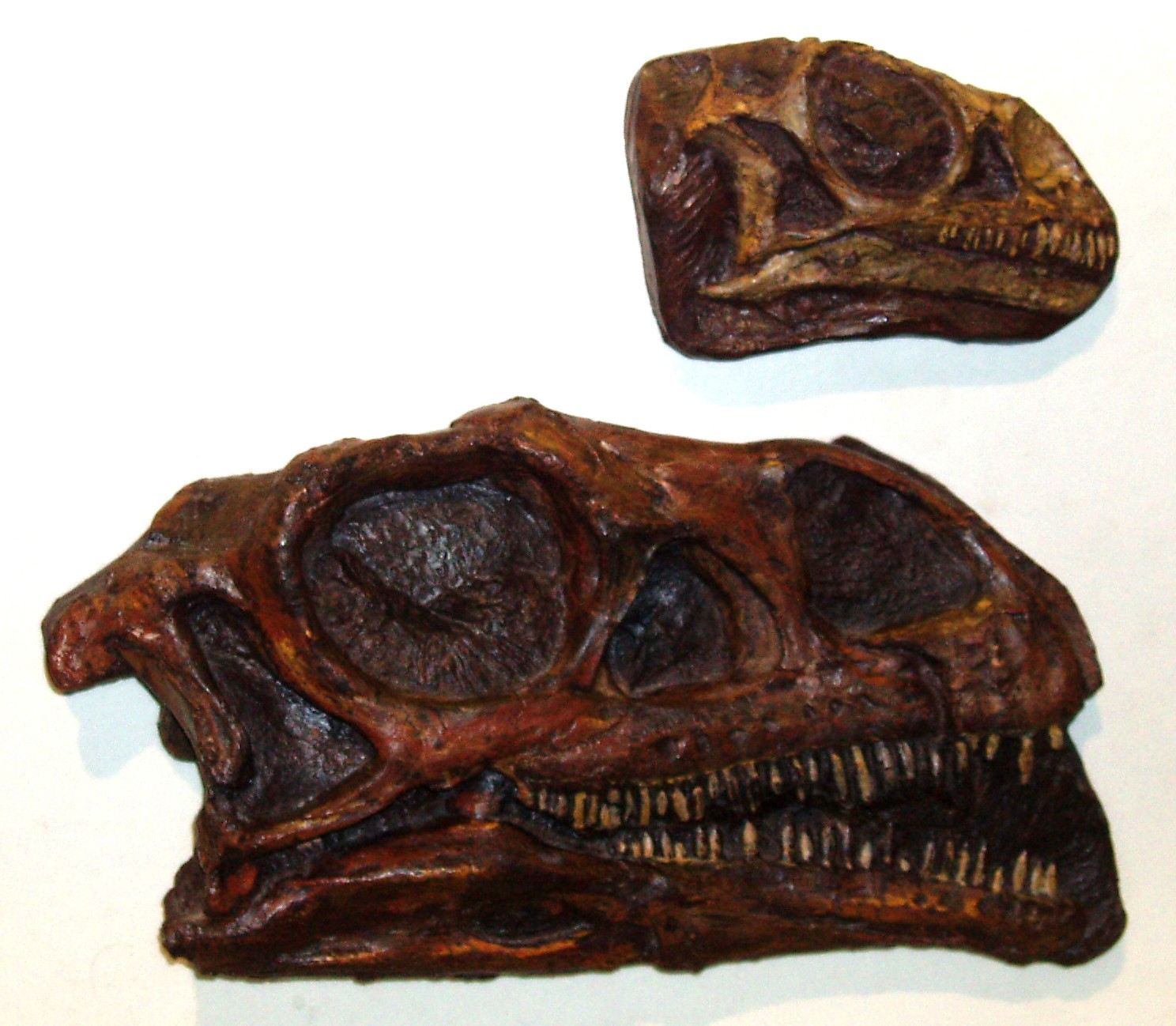
Moldes de calaveras de adultos y juveniles de M. carinatus.

Un estudio de 2005 indica que el taxón hermano de Massospondylus, Plateosaurus, exhibía patrones de crecimiento afectados por factores ambientales. El estudio indicó eso cuando el alimento era abundante, o cuando el clima era favorable, Plateosaurus exhibía un crecimiento acelerado. Estos patrones de crecimiento, llamados " plasticidad de desarrollo". Esto no es visto en otros dinosaurios, incluyendo Massospondylus, a pesar de la relación estrecha entre Plateosaurus y Massospondylus. El estudio indica que Massospondylus se desarrolló a lo largo de una trayectoria específica de crecimiento con poca variación en el índice de crecimiento y el tamaño final de un individuo. Otro estudio indica que Massospondylus crecía a un máximo de 35 kilogramos por año y seguía creciendo al alcanzar los 15 años de edad.

### Dieta
Prosaurópodos como los masospondílidos deben haber sido herbívoros u omnívoros. Tan recientemente como la década de 1980, los paleontólogos discutían la posibilidad del carnivororismo en prosaurópodos. Sin embargo, la hipótesis de prosaurópodos carnívoros se ha desacreditado, y todos los estudios recientes favorecen una forma de vida herbívora u omnívora para estos animales. Galton y Upchurch (2004) encontraron que las características craneales (tales como la articulación de la mandíbula) de la mayoría de los prosaurópodos están más cercanas a las de reptiles herbívoros que los carnívoros, y la forma de la corona dental es similar a las iguanas herbívoras u omnívoras modernas. La anchura máxima de la corona era mayor que la de la raíz, dando por resultado un borde similar a los de reptiles herbívoros u omnívoros existentes. Barrett (2000) ha propuesto que los prosaurópodos complementaran sus dietas herbívoras con presas pequeñas o carroña. Gastrolitos (piedras estomacales) han sido encontradas en asociación con fósiles de Massospondylus encontrados en Sudáfrica, y en animales similares a Massospondylus del Triásico Superior en Virginia EE. UU.. Massospondylus tragaba estas piedras para ayudarse en la digestión, con las contracciones musculares de la molleja que habrían pulverizado el material vegetal tragado, compensando su incapacidad de masticar.

### Reproducción
En 1977, siete huevos de fosilizados 190 millones de años Parque nacional Golden Gate Highlands en Sudáfrica por James Kitching, quien los identificó como muy probablemente pertenecientes a Massospondylus. Casi 30 años después de que la recolección de los fósiles se descubrieron en ellos embriones de 15 cm de largo. Estos siguen siendo los embriones más antiguos de dinosaurio jamás encontrados. A principios de 2012, se habían encontrado al menos 10 nidadas de huevos en al menos cuatro horizontes fosilíferos, con hasta 34 huevos por nidada. Esto indica que este sitio de anidación puede haber sido utilizado repetidamente, fidelidad del sitio, por grupos de animales, anidación colonial, en ambos casos, estos representan la evidencia más antigua de este comportamiento. Las estructuras sedimentarias indican que el área de anidación estaba cerca de un lago. Las cáscaras de los huevos eran muy delgadas, de aproximadamente 0.1 mm, lo que permitía el intercambio de gases incluso en un ambiente rico en oxígeno y dióxido de carbono, lo que indica que los huevos estaban al menos parcialmente enterrados en el sustrato. No hay indicios de que Massospondylus constryuera nidos, sin embargo, la disposición de los huevos en filas apretadas indica que los huevos fueron empujados en esta posición por los adultos.

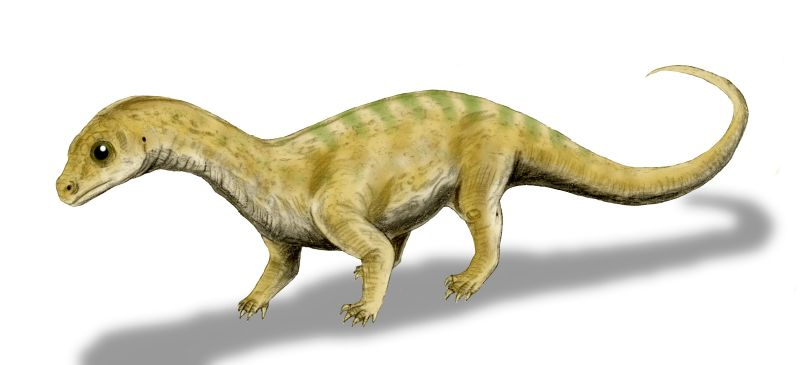
Representación artística de la cría de Massospondylus, mostrada aquí como cuadrúpeda.

Los embriones probablemente representaban a las crías cerca del nacimiento. Si bien las características esqueléticas eran similares a las de los adultos, las proporciones corporales eran muy diferentes. La cabeza era grande con un hocico corto y órbitas muy grandes, cuyo diámetro representa el 39% de la longitud total del cráneo. El cuello era corto, en contraste con el cuello muy largo en los adultos. Los huesos de la faja y los caudales eran relativamente pequeñas. Las extremidades anteriores tenían la misma longitud que las extremidades posteriores, lo que indica que Massospondylus recién nacidos eran cuadrúpedos, a diferencia de los adultos bípedos. El descubrimiento de huellas de incubación con impresiones mano confirmaron su cuadrupedalidad. Estas impresiones muestran que la mano no fue pronada, con las caras de las palmas frente a frente y el pulgar hacia adelante. la mano no rotada y la gran cabeza indican que no fue posible una locomoción efectiva para Massospondylus recién eclosionado. Notablemente, los más desarrollados no tenían ningún diente, sugiriendo que ellos no tenían ninguna manera de alimentarse. Debido a la carencia de dientes y las proporciones del cuerpo, los científicos especulan que el cuidado postnatal pudo haber sido necesario. Las cuatro piernas de los embriones tenían una longitud igual, indicando que las crías de este género eran cuadrúpedas. El cráneo y los ojos eran proporcionalmente de gran tamaño comparado a los adultos, cosa común en otros vertebrados muy jóvenes, aunque los cráneos de los jóvenes fueran más altos y estrechos. La posición cuadrúpeda de las crías sugiere que la postura cuadrúpeda de los saurópodos adultos pudo haberse desarrollado más adelante por la retención de características juveniles, un fenómeno evolutivo conocido como pedomorfosis.
Se conocen juveniles recién nacidos de un segundo sauropodomorfo, Mussaurus, estos restos se parecen a los del Massospondylus embrionario , lo que sugiere que la cuadrupedalidad estaba presente en Mussaurus recién nacido y presumiblemente también en otros sauropodomorfos basales. La postura al nacer sugiere que la postura cuadrúpeda de los saurópodos posteriores puede haber evolucionado a partir de la retención de características juveniles en animales adultos, un fenómeno evolutivo conocido como pedomorfosis. Por lo tanto, este descubrimiento "arroja algo de luz sobre las vías evolutivas a través de las cuales se lograron las adaptaciones peculiares de los dinosaurios gigantes", afirmó el paleontólogo francés Eric Buffetaut.

### Sistema respiratorio

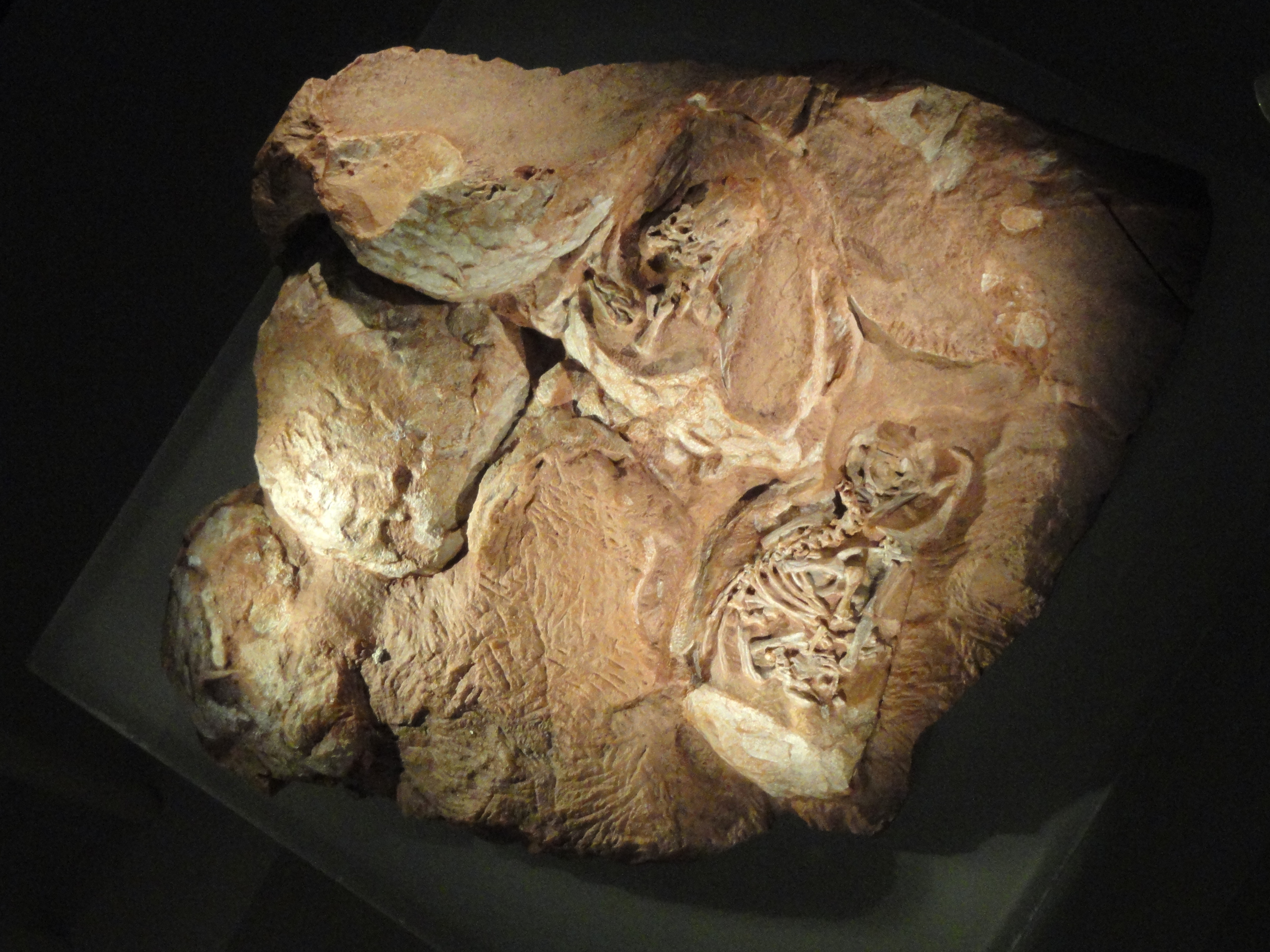
Molde de huevos y un embrión, Museo Real de Ontario.

Muchos dinosaurios saurisquios poseen vértebras y costillas repletas de cavidades para el aire, forámenes neumáticos, lo cual redujo el peso de los huesos y puede haber servido como un sistema básico de ventilación por flujo similar al de las aves modernas. En tal sistema, las vértebras y las costillas del cuello son ahuecadas por el saco de aire cervical, las vértebras de la espalda, por el pulmón y el lomo y vértebras sacras, por el saco de aire abdominal. Estos órganos constituyen un complejo y un método muy eficiente de respiración. Los prosaurópodos son el único grupo principal de saurisquios sin un sistema extenso de forámenes neumáticos. Aunque sea posible que las muescas neumáticas se hayan encontrado en Plateosaurus y Thecodontosaurus, si bien eran muescas muy pequeñas. Un estudio en 2007 concluyó que los prosaurópodos como  Massospondylus tenían probablemente sacos de aire abdominales y cervicales, basándose en la evidencia de ellos en taxones hermanos (los terópodos y los saurópodos). El estudio concluyó que era imposible determinar si los prosaurópodos tenían un sistema de ventilación de flujo, como las aves, pero casi con certeza los sacos de aire estaban presentes.

### Marcha y rango de movimiento
Aunque durante mucho tiempo se supuso que era cuadrúpedo, un estudio anatómico de 2007 de las extremidades anteriores lo cuestionó, argumentando que su rango de movimiento limitado impedía la marcha cuadrúpeda habitual y efectiva. Ni las extremidades anteriores podían balancearse hacia adelante y hacia atrás de manera similar a las extremidades posteriores, ni la mano podía rotarse con las superficies palmar hacia abajo. Esta incapacidad para pronar la mano también está respaldada por hallazgos in situ de brazos articulados, aún conectados, que siempre muestran manos no rotadas con caras palmar frente a frente. El estudio también descartó la posibilidad de "caminar con los nudillos" y otras formas de locomoción que harían posible una locomoción efectiva sin la necesidad de pronar la mano. Aunque su masa sugiere una naturaleza cuadrúpeda, Massospondylus se habría restringido a sus patas traseras para la locomoción.
Desde el descubrimiento de clavículas rudimentarias y no funcionales en ceratopsianos, se asumió que estos huesos del hombro se redujeron en todos los dinosaurios que no tenían furcula verdadera. Robert Bakker en 1987 sugirió que esto habría permitido que los omóplatos se balancearan con las extremidades anteriores en dinosaurios cuadrúpedos, aumentando su longitud funcional. Esto habría reducido la discrepancia de longitud entre las extremidades anteriores y posteriores en un Massospondylus cuadrúpedo . Sin embargo, un descubrimiento reciente muestra que Massospondylus poseía clavículas bien desarrolladas, que se unieron en una disposición tipo furcula, actuando como un cierre entre los omóplatos derecho e izquierdo y prohibiendo cualquier rotación de estos huesos. Este descubrimiento indica que la reducción de la clavícula se limita a la línea evolutiva que conduce a los ceratopsios. También indica que la furcula de las aves se deriva de las clavículas.
Michael Cooper en 1981 señaló que las zigapófisis de las vértebras del cuello estaban inclinadas, lo que prohíbe el movimiento horizontal significativo del cuello, por lo que "en consecuencia cualquier movimiento significativo en esta dirección debe haber sido logrado por un cambio en la posición de todo el cuerpo". Esto se contradijo en un estudio reciente, señalando que solo los cervicales más basales muestran zigapófisis inclinadas, lo que permite un movimiento horizontal suficiente del cuello como un todo.

## Paleoecología
La fauna y flora en el Jurásico Inferior era similar en todo el planeta, siendo muy comunes las coníferas adaptadas al clima cálido, y los prosaurópodos y terópodos basales constituían la fauna mundial de dinosaurios. El ambiente en el área del sudeste de África ha sido descrita como desértica. Los Massospondylus africanos habrían sido contemporáneos a cocodrilomorfos, terápsidos tritilodontidos y tritelodóntidos y los mamíferos morganucodóntidos, y dinosaurios que incluían al terópodo Megapnosaurus rhodesiensis, al sauropodo basal Melanorosaurus thabanensis,  y varios géneros de  ornitisquios tempranos como Lesothosaurus  y los heterodontosáuridos Abrictosaurus, Heterodontosaurus, Lycorhinus y Pegomastax. Hasta hace poco, Massospondylus era considerado como el único sauropodomorfo conocido de la Formación Elliot superior. Sin embargo, los hallazgos más recientes revelaron una diversa fauna contemporánea de sauropodomorfos con seis especies adicionales, incluyendo Ignavusaurus, Arcusaurus y dos taxones sin nombre, así como dos saurópodos sin nombre.
No está claro que carnívoros habrían depredado a Massospondylus. La mayor parte de los terópodos que se han descubierto en rocas del Jurásico Inferior en África meridional, por ejemplo Megapnosaurus, eran más pequeños que los medianos Massospondylus. Se cree que estos depredadores más pequeños podrían realizar rápidos ataques para agotar a los prosaurópodos, que habrían podido defenderse con sus grandes garras de la mano y pie. El terópodo carnívoro Dracovenator de 6 metros de largo vivió durante el mismo período que Massospondylus y también se ha encontrado en la Formación Elliot de Sudáfrica.